# 瑞丽紫金牛
瑞丽紫金牛（学名：Ardisia shweliensis）为报春花科紫金牛属下的一个种。

## 扩展阅读
- 維基物種上的相關：瑞丽紫金牛